# Cristina Higueras
Cristina Higueras (14 de mayo de 1961, Madrid, España) es actriz, directora y productora teatral. En los últimos años compagina su actividad de intérprete y directora teatral con la literaria. Licenciada por la Real Escuela Superior de Arte Dramático de Madrid (RESAD), es, además, autora de la novela de humor Consuelito de la Ascensión, de El extraño del ayer, de El error de Clara Ulman, finalista del Premio Celsius 2019 a la mejor novela de Ciencia Ficción y Fantasía, de Soy tu mirada y de Un asunto ambiguo publicada en marzo de 2024. Es miembro de la Academia de las Artes y las Ciencias Cinematográficas de España. Como intérprete ha recibido el Premio Mostra de Valencia a su trayectoria artística y el Cope-Cadena Cien de Teatro. Como autora, recibió en 2022 el Premio Aragón Negro por su trayectoria literaria.
Su faceta de actriz la ha desarrollado en televisión, teatro y cine. En 2022 se estrena como directora teatral con La Saga, obra original de Ramón Madaula.

## Televisión
La actriz madrileña debutó en televisión (TVE 1) en el programa infantil Barrio Sésamo. Posteriormente, también en TVE ejerció como presentadora en los espacios De siete en siete y La Tarde.
Su faceta de actriz televisiva se inició interpretando el personaje de Petra Stockman en la obra de Henrik Ibsen Un enemigo del pueblo, y posteriormente protagonizando numerosas series como Goya,, Escalera exterior, escalera interior, Brigada Central, Truhanes, Hermanos de leche, Calle nueva, Al salir de clase, El secreto, Diez en Ibiza y Obsesión, además de una colaboración especial en varios capítulos en la serie Hospital Central. En Antena 3 Televisión, participó en la serie Amar es para siempre interpretando a La Marquesa de Campomoro, y posteriormente, en Algo que celebrar.
Ha colaborado como tertuliana en el programa de Antena 3 Televisión Espejo público.

## Cine
En cine ha desarrollado una carrera menos prolífica, que incluye los siguientes títulos: Muñecas, de Ainhoa Rodríguez y Malaventura, de Manuel Gutiérrez Aragón.
Produjo y protagonizó el primer cortometraje realizado en alta definición en España, titulado Te llamaré a las cinco, basado en un relato de Dorothy Parker.
También ha trabajado en producciones extranjeras como Dark Mission, junto a Christopher Lee, Hostage, junto a Sam Neill y James Fox, Story of a recluse, coprotagonizada junto a Stewart Granger y El próximo enemigo.

## Teatro
La parte más importante de su carrera la ha desarrollado en el teatro, fundando su propia productora teatral, Nueva Comedia, y protagonizando numerosas obras.

### Obras representadas
- Nathalie X, de Philippe Blasband.
- Galdosiana, de Fernando Méndez-Leite.
- Agnes de Dios, de John Pielmeier.
- La calumnia, de Lillian Hellman, dirigida por Fernando Méndez-Leite.
- Ellas, la extraña pareja, de Neil Simon.
- Sola en la oscuridad, de Frederick Knott.
- La trama, de Jaime Salom.
- Fieles a la tentación", de Pierre Chesnot.
- El baile (1993), de Edgar Neville, dirigida por Jaime Chávarri.
- Las troyanas de Eurípides, en el papel de Helena de Troya.
- Alta seducción, de María Manuela Reina.
- Séneca o el beneficio de la duda, de Antonio Gala.
- Fuenteovejuna, de Lope de Vega.
- La señorita Julia, de August Strindberg.
- Yerma, de Federico García Lorca, bajo dirección de Núria Espert.
- Doña Rosita la soltera de Lorca, en el Teatro María Guerrero de Madrid.

## Radio
Ha colaborado como tertuliana en el programa En días como hoy de Radio Nacional. También ha ejercido esta misma labor en Punto Radio.

## Literatura
Ha escrito cinco novelas. La más reciente es Un asunto ambiguo, publicada en 2024 por AlRevés editorial. Su novela El error de Clara Ulman fue seleccionada como finalista del premio Celsius a la mejor novela de ciencia ficción y fantasía publicada en castellano durante el año 2018.  Es autora también de El extraño del ayer, y de Soy tu mirada estas últimas editadas por La Esfera de los libros), así como de la novela de humor Consuelito de la Ascensión, publicada por Espasa.
Asimismo, ha escrito algunos relatos breves para la revista Yo Dona y para varias colecciones, como "HNegra" (Editorial AlRevés), "Amores canallas" (Grupo Editorial Sial Pigmalión), "Amores de cine" (Grupo Editorial Sial Pigmalión) y "Confinados"(Editorial Saralejandría).
En 2022 recibe el Premio Aragón Negro por el conjunto de su obra literaria.